# Cratere Roland
Roland è un cratere sulla superficie di Giapeto.